# K.Raguttahalli, Chintamani
K.Raguttahalli là một làng thuộc tehsil Chintamani, huyện Chikkaballapur, bang Karnataka, Ấn Độ.